# Federazione Italiana Gioco Poker
La Federazione Italiana Gioco Poker, abbreviata F.I.G.P., fondata a Udine il 5 luglio 2006 da Claudio Pagano e Isidoro Alampi, ha l'obiettivo di promuovere e diffondere il poker sportivo, tramite l'aggregazione di società ed associazioni le quali praticano in Italia questo sport senza fini di lucro nelle sue diverse specialità e nel rispetto delle leggi italiane.
(art.1 dello Statuto della Federazione)

## La diffusione del Poker Sportivo in Italia
La Federazione Italiana Gioco Poker comincia a diffondere il gioco su tutto il territorio attraverso la formazione di associazioni sportive che, nel rispetto della normativa vigente, organizzano il gioco su autorizzazione degli organi di Pubblica Sicurezza con i quali, su precisa disposizione della FIGP stessa, mantengono continui e costanti rapporti di collaborazione. Nascono quindi i primi eventi di carattere nazionale presso le case da gioco che, dopo anni di decadenza, cominciano a vedere l'afflusso di migliaia di giocatori, in crescita esponenziale che, da tutta Italia, convergono presso Sanremo, Venezia, Campione d'Italia e Saint Vincent, dove si tengono le tappe del primo Campionato Italiano di Poker organizzato dalla Federazione e manifestazioni di carattere internazionale.
Il primo campione italiano di poker, Fabrizio "Biccio" Ascari, viene eletto nel dicembre 2006, a seguito della finale nazionale disputata presso il Casinò di Sanremo.
A fine 2006 sono già più di 200 le Associazione sportive diffuse in tutto il Paese, che raccolgono oltre 10.000 tesserati. La FIGP crea quindi le strutture territoriali deputate alla gestione sportiva del movimento, indicando in un primo tempo dei delegati regionali in attesa delle assemblee elettive per i comitati regionali. Vengono organizzati i primi corsi per istruttori arbitrali dei diversi livelli previsti in ambito nazionale. FIGP dà il patrocinio ai primi corsi di perfezionamento tecnico sul gioco, tenuti dai migliori giocatori italiani a livello internazionale.
Nel 2007, continuando l'espansione eccezionale e considerato il successo che il gioco riscuote presso la popolazione nazionale di ogni età, fascia sociale e di reddito, il poker sportivo diventa quel fenomeno aggregativo e di massa che lo fa assurgere sempre più spesso agli onori della cronaca non più per le rare occasioni di illegalità riscontrate quanto per il vero e proprio “fenomeno del momento”. Prendono il via le prime trasmissioni televisive sia a livello locale che sui principali network nazionali. La FIGP quindi, comincia il dialogo con il CONI e il Ministero dell'interno, al fine di fornire al settore le giuste regole onde prevenire derive illegali dovute ad una espansione che avrebbe potuto divenire incontrollata causando problemi di ordine pubblico. Né il CONI, né il Ministero degli Interni, pur riconoscendo la diffusione e la sostanziale legalità del gioco, hanno inteso intervenire, rimbalzandosi le rispettive responsabilità in attesa di un intervento legislativo preciso.
La stagione associativa 2007/2008 vede oltre 500 Associazioni affiliate e più di 30.000 tesserati. Il Campionato Italiano diventa stagionale (2007/2008). Si disputa a cavallo dell'anno solare, per terminare a fine primavera nell'ottica della partecipazione della Nazionale Italiana, ai Campionati Mondiali di Poker (World Series of Poker) che si tengono con cadenza annuale a Las Vegas. Il Campionato Italiano 2007/2008 si disputa a livello territoriale, partendo dalla fase regionale che vede la disputa di 8 tappe a classifica per la selezione dei finalisti nazionali. L'edizione 2007/2008 vede la partecipazione a livello locale di oltre 8000 giocatori che portano alla finale nazionale del giugno 2008 con l'assegnazione del titolo di Campione Italiano ad Adolfo Rendina. La prima Nazionale Italiana di Poker, composta da 10 rappresentanti, partecipa alle WSOP 2008 suscitando vivi apprezzamenti in tutto il movimento internazionale.
La stagione sportiva 2008/2009 raggiunge il culmine di espansione del movimento del poker sportivo, con oltre 1000 associazioni affiliate e più di 50.000 tesserati. Il Campionato Italiano 2008/2009 viene disputato partendo dal club di appartenenza dove si svolgono le prime 8 tappe di qualificazione seguite dalla fase regionale, su 4 tappe e dalla finale nazionale che elegge il Campione Italiano, Giuseppe Cefalù, e la Nazionale di Poker per le WSOP del 2009.
Con la crescita del fenomeno, cominciano a riscontrarsi casi di diverse interpretazioni della Legge da parte di singole Questure: se il Questore di Lecce autorizza in forma scritta e pubblica lo svolgimento del gioco, quello di Campobasso lo vieta in analoga forma. La FIGP promuoveva quindi ricorsi alla magistratura amministrativa regionale e al Consiglio di Stato che culminavano nell'ordinanza del 21 ottobre 2008, nella quale il CDS, sentito il parere del Ministero degli Interni, accoglieva il ricorso avverso all'inserimento nella tabella dei giochi proibiti del “poker sportivo”. Secondo la relazione presentata dal Ministero degli Interni a seguito di richiesta del Consiglio di Stato, veniva stimata la presenza sul territorio nazionale di oltre 2000 circoli che praticavano il poker sportivo, più di un milione di giocatori. Il 29 luglio 2009, entrava in vigore la Legge Comunitaria 2008, che in aggiunta ad alcune norme contenute nel Decreto pro-Abruzzo apportava un sostanziale cambiamento alla normativa del poker. Per il settore online veniva inserito il “cash game” quindi, oltre alla modalità torneo veniva normato ed accettato come skill games il gioco “per soldi” che consentiva ai giocatori di scommettere sulla mano singola e non più solo sul torneo. Per il settore Live, nominato come gioco “non a distanza”, si prevedeva la competenza statale attraverso l'intervento dei concessionari di Stato, norme economiche stringenti e dispendiose in rapporto all'assenza del fine di lucro e si rimandava ad apposito regolamento emanato da AAMS.
La FIGP, pur non concordando completamente col dettato normativo ma ritenendo comunque indispensabile la regolamentazione del settore, apriva un tavolo tecnico con AAMS al fine di contribuire alla stesura del regolamento attuativo, presentando la propria proposta accolta con favore da AAMS, che prevedeva la suddivisione del settore live in una parte commerciale/economica sotto controllo diretto dei concessionari di Stato e una parte prettamente sportiva riservata all'ambito associazionistico, che prevedeva il riconoscimento del CONI e il finanziamento allo sport. Il 9/9/2009, il Ministero degli Interni diramava una circolare a tutte le Questure invitando i questori a “non più tollerare” qualsiasi manifestazione territoriale di poker sportivo in nessuna forma, in attesa della pubblicazione da parte di AAMS, del regolamento attuativo della Legge Comunitaria 2008. Il giorno stesso, la FIGP in nome della correttezza istituzionale e dei principi di assoluta legalità che ha sempre dimostrato e preteso dai propri associati, interrompeva le attività sportive nazionali e indicava la sospensione delle attività ai propri circoli, pur mantenendo livelli minimi di pratica sportiva, volti a non disperdere il lavoro fatto e mantenere comunque il livello di preparazione dei propri giocatori onde consentire comunque la partecipazione alle manifestazioni estere e ai campionati nazionali di categoria disputati sotto egida ASI.
L'anno 2010 trascorreva fra ripetute promesse dei massimi organi dirigenti di AAMS che prevedevano la pubblicazione del regolamento prima a gennaio, poi a giugno, poi a settembre, senza mai tradurre in fatti i fiumi di parole spesi sul poker live. Nel frattempo, la maggior parte delle associazioni che avevano ridotto l'attività, anche a seguito di sentenze favorevoli al gioco espresse dalla magistratura amministrativa, riprendevano a pieno l'attività sportiva, cominciando ad operare in piena autonomia visto il completo caos normativo del settore. Nel giugno 2010, la IMSA (International Mind Sport Association) membro ufficiale di Sport Accord che annovera il Bridge, la Dama, gli Scacchi e il Go, riconosceva il poker quale sport della mente associato, concedendo alla IFP (International Federation of Poker) il ruolo di osservatore all'interno di IMSA. FIGP, in contatto con IFP fin dall'atto della sua fondazione, avviava i contatti per l'adesione.
L'anno 2011 trascorreva ancora in attesa dei pronunciamenti dei Monopoli di Stato, quando nel novembre una sentenza della Corte di Cassazione che dichiarava il poker live, gioco lecito anche in mancanza della regolamentazione prevista. Il decreto “Milleproroghe” di fine 2011, prorogava l'emissione del regolamento attuativo al 30 giugno 2012. FIGP quindi, emetteva un comunicato stampa nel quale si sottolineava la Sentenza della Corte di Cassazione e si indicava nel 30 giugno 2012, l'ultima concessione di credito ad AAMS per l'emissione del regolamento attuativo e quindi dei bandi per le concessioni di gioco.
Nel giugno 2012 l'emissione del regolamento veniva ulteriormente prorogata al gennaio 2013. Con comunicato stampa del 1º luglio 2012 FIGP annunciava la piena ripresa delle attività sportive con la disputa del Campionato Italiano 2012-2013 allo scopo di ridare la giusta dimensione sportiva al movimento nazionale.

## Il cammino verso il riconoscimento di Disciplina Sportiva Associata al CONI
Nel marzo 2013 sono ripresi i contatti con CONI per le procedure di riconoscimento DSA. Nel maggio 2013 FIGP entra a far parte della IFP. Nell'ottobre 2013 il CONI comunica di aver sospeso la domanda di riconoscimento di FIGP in attesa del completamento dell'iter Internazionale (che avverrà nel maggio 2014) quando FIGP diventerà la Federazione di riferimento per la disciplina in Italia.
La sede legale della Federazione è presso Roma.
La Federazione presenta quattro commissioni: Regolamenti, Eventi, Tesseramenti, Campionati Italiani.
Gli organi territoriali della Federazione sono costituiti in forma di Comitati Regionali, vera struttura portante di tutto il movimento federale che godono di autonomia tecnico-amministrativa per la gestione del livello di competenza.
La F.I.G.P inoltre istituisce scuole di dealer (mazzieri-impiegati) e per direttori di gara per la gestione dei suoi tavoli.
L'attuale presidente è il dott. Isidoro Alampi.